# 5907 Rhigmus
Az 5907 Rhigmus (ideiglenes jelöléssel (5907) 1989 TU5) egy kisbolygó a Naprendszerben. Schelte J. Bus fedezte fel 1989. október 2-án.